# Juan José Vélez Otero
Juan José Vélez Otero (Sanlúcar de Barrameda, 1957) es un poeta y traductor español.

## Biografía
Su juventud y adolescencia transcurrieron en su ciudad natal, donde concluyó sus estudios primarios y el bachillerato. Posteriormente se licenció en Filología Inglesa, realizando estudios en la Universidad de Sevilla y en la Universidad de Cádiz, combinando profesionalmente su labor literaria con la docencia en diversos Institutos de Enseñanza Secundaria.

## Trayectoria
Se trata de un poeta no adscrito a ninguna corriente, habiéndose mantenido al margen de grupos y modas y habiendo creado una poesía personal que aúna elementos modernos y la influencia de los autores clásicos. En sus poemas, a veces moteados de un humor existencial donde mezcla lo negro con los colores más cálidos y suaves de su paleta, aborda los temas y los valores eternos de la lírica, desde un punto de vista existencialista que mezcla lo universal, lo cotidiano, lo trascendente y lo nimio, mediante recurrentes metáforas de la existencia humana, de alta capacidad evocadora, y a través de la afilada ironía. El dolor del desengaño le llevan tanto a la amargura y a la nostalgia como a la abulia y a la indolencia, producto del desencanto ético derivado de una profunda exigencia y crítica moral. Desde el punto de vista formal cuida la belleza de sus poemas, conciliando medida, cadencia y riqueza estilística, siempre en equilibrio con el contenido.
Ha recibido por su obra relevantes premios de ámbito nacional e internacional, como el premio de la Real Academia Sevillana de Buenas Letras, el Premio SEARUS de Poesía, el Premio Feria del Libro de Madrid, el Rosalía de Castro de Córdoba, el Cáceres Patrimonio de la Humanidad, el Premio de Poesía Aljabibe o el José de Espronceda, entre otros.

## Obras

### Poesía
Ha publicado los siguientes libros de poesía:
- Panorama desde el ático (Colección Adonais, Rialp, Madrid,1998);
- Ese tren que nos lleva (Ediciones Endymion, Madrid,1999);
- Juegos de misantropía (T. El Ermitaño / Ayto. El Puerto de Santa María, 2002);
- El álbum de la memoria (Padilla Libros, Sevilla, 2004);
- La soledad del nómada (Editorial Vitruvio, Madrid, 2004);
- El sonido de la rueca (Casa de Galicia / Diputación de Córdoba, 2005);
- El solar (Ediciones Endymion, Madrid,2007);
- Otro milagro de la primavera (Valencia, Ed. Pre-textos, 2010);
- En el solar del nómada (Editorial Valparaíso, Granada, 2014);
- Dióxido de carbono (Valparaíso Ediciones, Granada, 2016);
- Juegos de misantropía (Ed.Anantes, Sevilla, 2017);
- Pasmo (Valparaíso Ediciones, Granada, 2019);
- Ámbito sustancial. Antología 1998-2018 (Editorial Ars Poetica, Oviedo, 2019);
- Cuando todos soñábamos con Ornella Muti (Valparaíso Ediciones, Granada, 2022);
- En tu casa vive un muerto (Ediciones En Huida, Sevilla, 2025);

### Traducciones
- Donald Hall. Without (Ediciones Vitruvio, Madrid. 2014);
- Donald Hall. La cama pintada (Valparaíso Ediciones, Granada. 2014);
- Nathalie Handal. La estrella invisible (Valparaíso Ediciones, Granada, 2014);
- Yusef Komunyakaa. Dien Cai Dau (Valparaíso Ediciones, Granada, 2014);
- Jane Kenyon. Eagle Pond (Valparaíso Ediciones, Granada, 2015);
- Najwan Darwish. Nada más que perder (Valparaíso Ediciones, Granada, 2016);
- Yusef Komunyakaa. Neon Vernacular (Valparaíso Ediciones, Granada, 2016. Traducción conjunta con Renato Rosaldo);
- Philip Levine. News of the World (Valparaíso Ediciones, Granada, 2016);
- Donald Hall. Ensayos después de los ochenta (Editorial Valparaíso, Granada, 2017);
- Philip Levine, The Simple Truth (Valparaíso Ediciones, Granada, 2017);
- Carol Ann Duffy, Poemas de amor (Valparaíso Ediciones, Granada, 2018);
- Greta Bellamacina, Poemas 2015-2018 (Valparaíso Ediciones, Granada, 2019);
- Billy Collins, Poemas (Valparaíso Ediciones, Granada, 2019);
- Sharon Olds, Odas (Valparaíso Ediciones, Granada, 2019. Traducción conjunta con Elvira Sastre);
- Etheridge Knight, Poemas esenciales (Valparaíso Ediciones, Granada, 2019);
- Billy Collins, La lluvia en Portugal (Valparaíso Ediciones, Granada, 2020);
- James Byrne, Los caprichos (Valparaíso Ediciones, Granada, 2020);
- Donald Hall, Without (Sonámbulos Ediciones, Granada, 2020);
- Warsan Shire, Enseñando a parir a mi madre (Valparaíso Ediciones, Granada, 2021);
- Nikita Gill, Brasas salvajes (Sonámbulos Ediciones, Granada, 2021);
- Renato Rosaldo, Los Chasers (Valparaíso Ediciones, Granada, 2021. Traducción conjunta con Renato Rosaldo);
- Charles Simic, Jackstraws (Valaparaíso Ediciones, Granada, 2021. Traducción conjunta con Nieves García Prados);
- Charles Simic, Libro de dioses y demonios (Valparaíso Ediciones, Granada, 2021. Traducción conjunta con Nieves García Prados);
- Billy Collins, El día de la ballena (Valparaíso Ediciones, Granada, 2022);
- Malika Booker, Pepper Seed (Valparaíso Ediciones, Granada, 2022);
- Warsan Shire, Bendita sea la hija criada por una voz en su cabeza (Valparaíso Ediciones, Granada, 2022);
- Najwan Darwish, Nada más que perder (Editorial Vaso Roto, Madrid, 2024);
- Charles Simic, Hotel Insomnio (Valparaíso Ediciones, Granada, 2024.Traducción conjunta con Nieves García Prados);
- Franz Wright, Caminando a Martha´s Vineyard (Sonámbulos Ediciones, Granada, 2025);

## Reconocimientos
- Premio Internacional de Poesía de la Real Academia Sevillana de Buenas Letras, por Panorama desde el ático.(1997).
- Premio de Poesía Feria del Libro de Madrid, por Ese tren que nos lleva.(1998).
- Premio de Poesía “El Ermitaño” El Puerto de Santa María, por Juegos de misantropía.(2002)
- Premio “Antonio Alcalá Venceslada” del Ayuntamiento de Andújar, por El álbum de la memoria.(2003).
- Premio de Poesía “Cáceres Patrimonio de la Humanidad”, por La soledad del nómada.(2004).
- Premio de Poesía “Rosalía de Castro”, Córdoba, por El sonido de la rueca.(2005).
- Premio de Poesía "Aljabibe" por El solar
- Premio SEARUS de Poesía por Declive, crisol y celosía (2007)[3]
- Premio de Poesía José de Espronceda por Otro milagro de la primavera (2009)